# Carludovica palmata
Carludovica palmata là một loài thực vật có hoa trong họ Cyclanthaceae. Loài này được Ruiz & Pav. miêu tả khoa học đầu tiên năm 1798.

## Liên kết ngoài

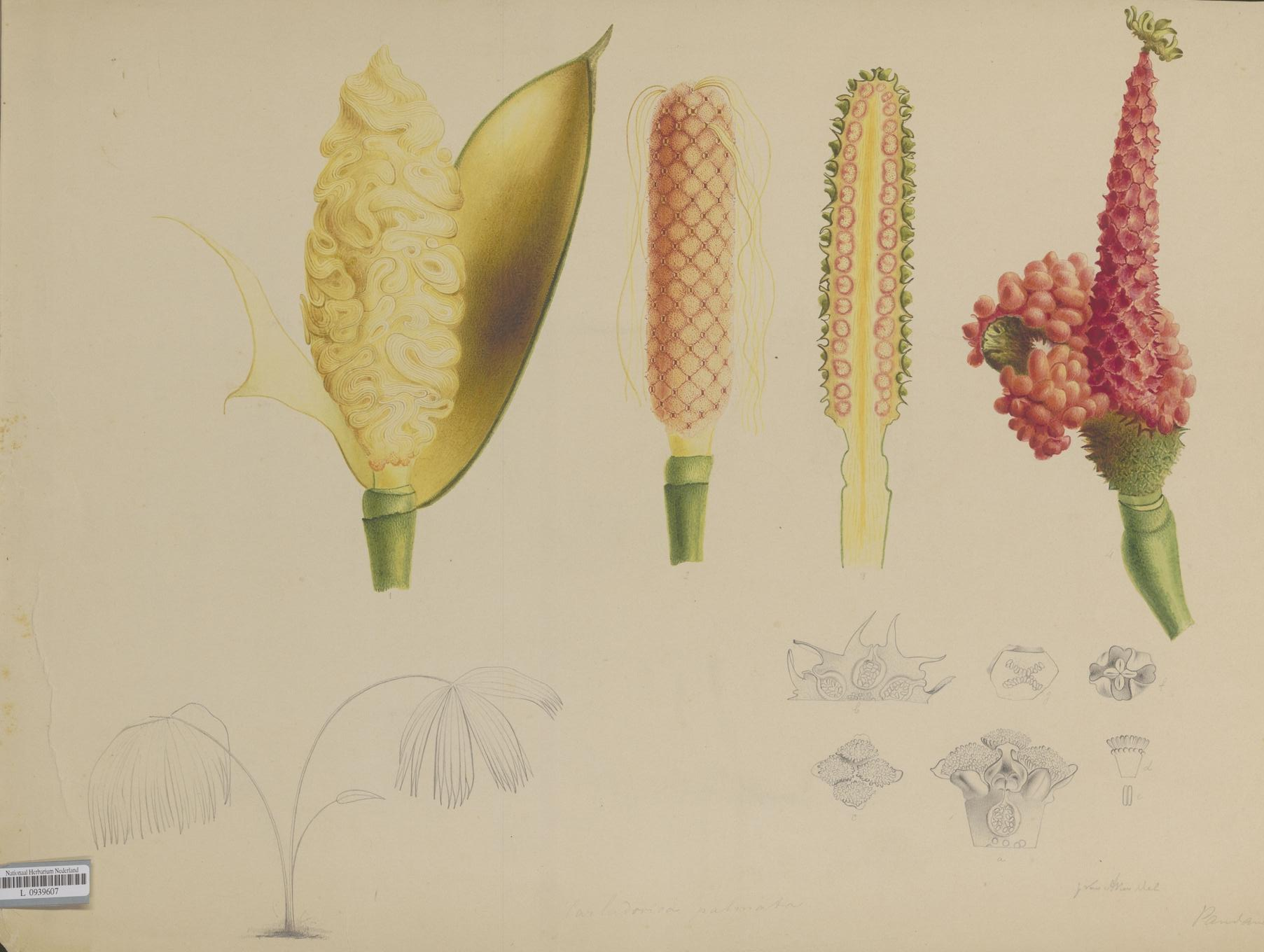
Carludovica palmata. J. van Aken, 1860-1870